# Die Grenze
Die Grenze (Medikamente Die Grenze) is een Nederlandse keten van drogisterijen.
In Nederland zijn er 77 winkels.
Het hoofdkantoor is gevestigd in Oldenzaal en er zijn twee distributiecentra, één gevestigd in Weerselo en één in Peize.

## Geschiedenis
De eerste drogisterij was in 2007, in Denekamp (dicht bij de grens met Duitsland), gestart door Bert Hesselink.
Hij was lange tijd groenteboer op de markt, maar startte een winkel in Denekamp waar hij bloemen, vis en groenten verkocht. Toen in Duitsland medicijnen niet langer vergoed werden, ging hij deze in zijn winkel aan de grens verkopen. Zo ontstond de naam Medikamente Die Grenze. In 2012 kwamen daar parfums bij.
De zaken liepen goed, er werden nieuwe vestigingen in Twente geopend. Dat is uitgegroeid tot tientallen vestigingen in de grensstreek van Drenthe, Gelderland, Groningen, Limburg, Noord-Brabant en Overijssel. Anno 2024 zijn er 77 vestigingen, waaronder ook een aantal buiten de grensstreek.